# SSE3
Az SSE3 Intel Streaming SIMD Extensions harmadik generációs utasításkészlete és nem keverendő össze az SSSE3 (Supplemental Streaming SIMD Extensions 3) jelöléssel, ami tulajdonképpen a negyedik változat az SSE4 előtt.
A 90 nm-es csíkszélességű Intel Pentium 4 processzorral vezették be, mely az SSE2-n felül 13 új SIMD instrukcióval rendelkezik. Az új utasításokat elsősorban a szálak szinkronizációjának, valamint a médiatartalmak és játékok teljesítményének növelése céljából tervezték meg.

## Új utasítások[2][3]
addsubpd
Dupla pontosságú (64 bites) lebegőpontos elemek összeadása és kivonása.
| Gépikód     | Assembler utasítás       | C prototípus                                 |
| ----------- | ------------------------ | -------------------------------------------- |
| 66 0F D0 /r | ADDSUBPD xmm1, xmm2/m128 | __m128d _mm_addsub_pd (__m128d a, __m128d b) |

| Működési elv                                                                                    |
| ----------------------------------------------------------------------------------------------- |
| xmm1[0..63] = xmm1[0..63] - xmm2/m128[0..63] xmm1[64..127] = xmm1[64..127] + xmm2/m128[64..127] |

addsubps
Szimpla pontosságú (32 bites) lebegőpontos elemek összeadása és kivonása.
| Gépikód     | Assembler utasítás       | C prototípus                              |
| ----------- | ------------------------ | ----------------------------------------- |
| F2 0F D0 /r | ADDSUBPS xmm1, xmm2/m128 | __m128 _mm_addsub_ps (__m128 a, __m128 b) |

| Működési elv |
| --- |
| xmm1[0..31] = xmm1[0..31] - xmm2/m128[0..31] xmm1[32..63] = xmm1[32..63] + xmm2/m128[32..63] xmm1[64..95] = xmm1[64..95] - xmm2/m128[64..95] xmm1[96..127] = xmm1[96..127] + xmm2/m128[96..127] |

haddpd
Dupla pontosságú (64 bites) lebegőpontos elemek horizontális összeadása.
| Gépikód     | Assembler utasítás     | C prototípus                               |
| ----------- | ---------------------- | ------------------------------------------ |
| 66 0F 7C /r | HADDPD xmm1, xmm2/m128 | __m128d _mm_hadd_pd (__m128d a, __m128d b) |

| Működési elv                                                                                    |
| ----------------------------------------------------------------------------------------------- |
| xmm1[0..63] = xmm1[0..63] + xmm1[64..127] xmm1[64..127] = xmm2/m128[0..63] + xmm2/m128[64..127] |

haddps
Szimpla pontosságú (32 bites) lebegőpontos elemek horizontális összeadása.
| Gépikód     | Assembler utasítás     | C prototípus                            |
| ----------- | ---------------------- | --------------------------------------- |
| F2 0F 7C /r | HADDPS xmm1, xmm2/m128 | __m128 _mm_hadd_ps (__m128 a, __m128 b) |

| Működési elv |
| --- |
| xmm1[0..31] = xmm1[0..31] + xmm1[32..63] xmm1[32..63] = xmm1[64..95] + xmm1[96..127] xmm1[64..95] = xmm2/m128[0..31] + xmm2/m128[32..63] xmm1[96..127] = xmm2/m128[64..95] + xmm2/m128[96..127] |

hsubpd
Dupla pontosságú (64 bites) lebegőpontos elemek horizontális kivonása.
| Gépikód     | Assembler utasítás     | C prototípus                               |
| ----------- | ---------------------- | ------------------------------------------ |
| 66 0F 7D /r | HSUBPD xmm1, xmm2/m128 | __m128d _mm_hsub_pd (__m128d a, __m128d b) |

| Működési elv                                                                                    |
| ----------------------------------------------------------------------------------------------- |
| xmm1[0..63] = xmm1[0..63] - xmm1[64..127] xmm1[64..127] = xmm2/m128[0..63] - xmm2/m128[64..127] |

hsubps
Szimpla pontosságú (32 bites) lebegőpontos elemek horizontális kivonása.
| Gépikód     | Assembler utasítás     | C prototípus                            |
| ----------- | ---------------------- | --------------------------------------- |
| F2 0F 7D /r | HSUBPS xmm1, xmm2/m128 | __m128 _mm_hsub_ps (__m128 a, __m128 b) |

| Működési elv |
| --- |
| xmm1[0..31] = xmm1[0..31] - xmm1[32..63] xmm1[32..63] = xmm1[64..95] - xmm1[96..127] xmm1[64..95] = xmm2/m128[0..31] - xmm2/m128[32..63] xmm1[96..127] = xmm2/m128[64..95] - xmm2/m128[96..127] |

lddqu
128 bites adat beolvasása a regiszterbe.
| Gépikód     | Assembler utasítás | C prototípus                                      |
| ----------- | ------------------ | ------------------------------------------------- |
| F2 0F F0 /r | LDDQU xmm, mem     | __m128i _mm_lddqu_si128 (__m128i const* mem_addr) |

| Működési elv       |
| ------------------ |
| xmm[0..127] = m128 |

loadddup
Dupla pontosságú (64 bites) lebegőpontos elemek másolása kétszer.
| Gépikód     | Assembler utasítás | C prototípus                                    |
| ----------- | ------------------ | ----------------------------------------------- |
| F2 0F 12 /r | MOVDDUP xmm1, m64  | __m128d _mm_loaddup_pd (double const* mem_addr) |

| Működési elv                          |
| ------------------------------------- |
| xmm1[0..63] = m64 xmm1[64..127] = m64 |

monitor
Monitorozás.
| Gépikód  | Assembler utasítás | C prototípus                                                          |
| -------- | ------------------ | --------------------------------------------------------------------- |
| 0F 01 C8 | MONITOR            | void _mm_monitor (void const* p, unsigned extensions, unsigned hints) |

movddup
Dupla pontosságú (64 bites) lebegőpontos elemek másolása kétszer.
| Gépikód     | Assembler utasítás | C prototípus                       |
| ----------- | ------------------ | ---------------------------------- |
| F2 0F 12 /r | MOVDDUP xmm1, xmm2 | __m128d _mm_movedup_pd (__m128d a) |

| Működési elv                                          |
| ----------------------------------------------------- |
| xmm1[0..63] = xmm2[0..63] xmm1[64..127] = xmm2[0..63] |

movshdup
Páratlan indexű szimpla pontosságú (32 bites) lebegőpontos elemek duplázása.
| Gépikód     | Assembler utasítás       | C prototípus                      |
| ----------- | ------------------------ | --------------------------------- |
| F3 0F 16 /r | MOVSHDUP xmm1, xmm2/m128 | __m128 _mm_movehdup_ps (__m128 a) |

| Működési elv |
| --- |
| xmm1[0..31] = xmm2[32..63]/m128[32..63] xmm1[32..63] = xmm2[32..63]/m128[32..63] xmm1[64..95] = xmm2[96..127]/m128[96..127] xmm1[96..127] = xmm2[96..127]/m128[96..127] |

movsldup
Páros indexű szimpla pontosságú (32 bites) lebegőpontos elemek duplázása.
| Gépikód     | Assembler utasítás       | C prototípus                      |
| ----------- | ------------------------ | --------------------------------- |
| F3 0F 12 /r | MOVSLDUP xmm1, xmm2/m128 | __m128 _mm_moveldup_ps (__m128 a) |

| Működési elv |
| --- |
| xmm1[0..31] = xmm2[0..31]/m128[0..31] xmm1[32..63] = xmm2[0..31]/m128[0..31] xmm1[64..95] = xmm2[64..95]/m128[64..95] xmm1[96..127] = xmm2[64..95]/m128[64..95] |

mwait
Várakozóállásba helyezi a processzort a monitorozáshoz.
| Gépikód  | Assembler utasítás | C prototípus                                         |
| -------- | ------------------ | ---------------------------------------------------- |
| 0F 01 C9 | MWAIT              | void _mm_mwait (unsigned extensions, unsigned hints) |

## Használat, fordítás
Az alábbi példa az addsubpd használatát mutatja be C nyelven, valamint az utasításkészlet hiányában egy lehetséges helyettesítési módot, mellyel az utasítás eredményét lehet bemutatni:
```
#include
 
<stdio.h>

#include
 
<pmmintrin.h>

void
 
SSE3_Version
 
(
__m128d
 
xmm1
,
 
__m128d
 
xmm2
)
 
{

    
// az addsubpd utasítás használata

    
__m128d
 
xmm3
 
=
 
_mm_addsub_pd
 
(
xmm1
,
 
xmm2
);

    
printf
(
"SSE3 Version: %.0lf, %.0lf
\n
"
,
 
xmm3
[
0
],
 
xmm3
[
1
]);

}

void
 
C_Version
 
(
double
 
xmm1
[
2
],
 
double
 
xmm2
[
2
])
 
{

    
// az addsubpd utasítás egy lehetséges helyettesítése annak hiányában

    
double
 
xmm3
[
2
]
 
=
 
{
xmm1
[
0
]
 
-
 
xmm2
[
0
],
 
xmm1
[
1
]
 
+
 
xmm2
[
1
]};

    
printf
(
"C Version: %.0lf, %.0lf
\n
"
,
 
xmm3
[
0
],
 
xmm3
[
1
]);

}

int
 
main
 
()
 
{

    
SSE3_Version
 
((
__m128d
){
10
,
 
10
},
 
(
__m128d
){
3
,
 
3
});

    
C_Version
 
((
double
[
2
]){
10
,
 
10
},
 
(
double
[
2
]){
3
,
 
3
});

    
return
 
0
;

}

```

Amennyiben használni szeretnénk az új SSE utasításokat, akkor meg kell adni a fordítónak, hogy támogassa. Pl. GCC esetén 
```
gcc -msse3 sse3_test.c

```

 paranccsal kell fordítanunk, ha nem akarjuk, hogy 
```
target specific option mismatch

```

 hibaüzenettel álljon le a fordítás. Szintén üdvözítő megoldás, ha olyan beépített architektúra támogatást választunk, mely már tartalmazza ezt az optimalizációt pl.: 
```
gcc -march=core2 sse3_test.c

```

.

## Támogatás

### Inteláltal[5]
- Dual-Core Intel® Xeon® 70XX, 71XX, 50XX Series
- Dual-Core Intel® Xeon® (ULV and LV) 1.66, 2.0, 2.16
- Dual-Core Intel® Xeon® 2.8
- Intel® Xeon® (nem mindegyik)
- Intel® Core™ Duo
- Intel® Core™ Solo
- Intel® Pentium® dual-core T21XX, T20XX series
- Intel® Pentium® Extreme Edition
- Intel® Pentium® D
- Intel® Pentium® 4 (nem mindegyik)
- valamint az újabb SIMD instrukcióval rendelkező processzorok